# Cryptopone sauteri
Cryptopone sauteri är en myrart som först beskrevs av Wheeler 1906.  Cryptopone sauteri ingår i släktet Cryptopone och familjen myror. Inga underarter finns listade i Catalogue of Life.